# Жълтокоремна белоочка
Жълтокоремната белоочка (Zosterops poliogastrus) е вид птица от семейство Белоочкови (Zosteropidae).